# Oreotlos lagarodes
Oreotlos lagarodes är en kräftdjursart som beskrevs av Tan och Ng 1995. Oreotlos lagarodes ingår i släktet Oreotlos och familjen Leucosiidae. Inga underarter finns listade i Catalogue of Life.